# 圣安杰洛-阿斯卡拉
圣安杰洛-阿斯卡拉（義大利語：Sant'Angelo a Scala），是意大利阿韦利诺省的一个市镇。总面积10平方公里，人口735人，人口密度73.5人/平方公里（2009年）。ISTAT代码为064091。